# Myrmecaelurus trigrammus
Myrmecaelurus trigrammus är en insektsart som först beskrevs av Peter Simon Pallas 1771.  Myrmecaelurus trigrammus ingår i släktet Myrmecaelurus och familjen myrlejonsländor. Inga underarter finns listade i Catalogue of Life.